# Starting Over (Chris Stapleton)
Starting Over è il quarto album in studio del cantante statunitense Chris Stapleton, pubblicato nel 2020. Il progetto discografico è stato premiato ai Grammy Awards 2022 nella categoria miglior album country.

## Descrizione
Il quarto progetto discografico del cantautore è costituito da dodici tracce prodotte assieme a Dave Cobb, con la partecipazione di John Fogerty, Mike Henderson, Mike Campbell, Susanna Clarke, e due cover di Guy Clark. Intervistato da Vulture, Stapleton ha raccontato:
(Chris Stapleton)

## Accoglienza
Il progetto discografico è stato accolto positivamente dalla critica musicale. Jonathan Bernstein di Rolling Stone riporta che «Starting Over si sente a sua agio nel sperimentare qualsiasi cosa gli venga proposto dal suo autore» poiché Stapleton «scava in profondità nel territorio familiare, girando un racconto infuocato di liberazione», trovandolo un «racconto sincero».
Chris Willman di Variety  riscontra che «Starting Over non intende essere all'altezza del suo titolo; se c'è qualcuno che è così solido nelle sue convinzioni musicali che non potrebbe mai  cercare di reinventarsi, è Stapleton. Ma sarebbe difficile considerare banale un album che contiene non solo una ma due cover di Guy Clark, che rendono omaggio a uno degli eroi della canzone di Stapleton».
Jeremy Winograd di Slant Magazine trova gli arrangiamenti dei brani «scarni e privi di fronzoli» lasciando la voce del cantautore «cruda». Sebbene trovi la presenza vocale della moglie Morgane una dimostrazione di autenticità dei brani, scrive che «prevedibilmente, sposta solo la sua attenzione dall'amore e dalla tenerezza al mite edonismo» trovandoli «in gran parte limitati»

## Riconoscimenti
Il progetto discografico ha ottenuto numerose nomine alle principali premiazioni, venendo riconosciuto come album dell'anno ai Country Music Association Awards e Academy of Country Music Awards. Ai Grammy Awards 2022 il disco è stato riconosciuto come miglior album country.

## Tracce
1. Starting Over – 4:00
2. Devil Always Made Me Think Twice – 3:51
3. Cold – 5:09
4. When I'm with You – 3:43
5. Arkansas – 2:58
6. Joy of My Life – 4:34
7. Hillbilly Blood – 4:05
8. Maggie's Song – 3:31
9. Whiskey Sunrise – 3:22
10. Worry B Gone – 3:15
11. Old Friends – 4:01
12. Watch You Burn – 4:03
13. You Should Probably Leave – 3:33
14. Nashville, TN – 3:35

## Classifiche
| Classifica (2017) | Posizione massima |
| ----------------- | ----------------- |
| Australia         | 15                |
| Canada            | 2                 |
| Germania          | 61                |
| Paesi Bassi       | 19                |
| Regno Unito       | 31                |
| Stati Uniti       | 3                 |
| Svezia            | 22                |
| Svizzera          | 16                |